# Hebron (Maine)
Hebron ist eine Town im Oxford County des Bundesstaates Maine in den Vereinigten Staaten. Im Jahr 2020 lebten dort 1223 Einwohner in 502 Haushalten auf einer Fläche von 58,38 km².

## Geographie
Nach dem United States Census Bureau hat Hebron eine Gesamtfläche von 58,38 km², von der 58,04 km² Land sind und 0,34 km² aus Gewässern bestehen.

### Geographische Lage
Hebron liegt im Osten des Oxford Countys und grenzt an das Androscoggin County. Im Süden grenzt der Marshall Pond an das Gebiet der Town. Die Oberfläche des Gebietes ist hügelig, die höchste Erhebung ist der 414 m hohe Little Singepole Mountain im Westen von Hebron.

### Nachbargemeinden
Alle Entfernungen sind als Luftlinien zwischen den offiziellen Koordinaten der Orte aus der Volkszählung 2010 angegeben.
- Norden: Buckfield, 6,0 km
- Nordosten: Turner, Androscoggin County, 15,8 km
- Südosten: Minot, Androscoggin County, 6,4 km
- Südwesten: Oxford, 9,8 km
- Westen: Paris, 9,2 km

### Stadtgliederung
In Hebron gibt es mehrere Siedlungsgebiete: East Hebron, East Hebron Station, Greenwood Mountain, Hebron, Hebron Station und Paine Corner.

### Klima
Die mittlere Durchschnittstemperatur in Hebron liegt zwischen −7,8 °C (18 °F) im Januar und 20,6 °C (69 °F) im Juli. Damit ist der Ort gegenüber dem langjährigen Mittel Maines um etwa 2 Grad kühler. Die Schneefälle zwischen Oktober und Mai liegen mit deutlich mehr als zwei Metern (bei einem Spitzenwert im Januar von knapp 50 cm) ungefähr doppelt so hoch wie die mittlere Schneehöhe in den USA. Die tägliche Sonnenscheindauer liegt am unteren Rand des Wertespektrums der USA.

## Geschichte
Der Grant für Hebron wurde durch Massachusetts an Alexander Shepard im Jahr 1777 vergeben, als Entlohnung für die Vermessung einer Küstenlinie, bei der Shepard assistierte. Shepard dehnte sein Besitztum über unerschlossenes Land in der Nachbarschaft aus, bis er die nötige Größe von 36.000 acres erreicht hatte. Gemeinsam mit Goddard und John Greenwood war er einer der einflussreichsten Siedler in dem Gebiet. Als erster Siedler erreichte John Caldwell das Gebiet und die erste Familie ließ sich 1778 nieder. Zunächst wurde die Plantation Shepardstown genannt, dann Bog Brook Plantation. Als Town wurde das Gebiet am 6. März 1792 unter dem Namen Hebron organisiert. Da es für die Siedler schwierig war, den Verwaltungsbezirk im Norden zu erreichen, wurde 1829 der südliche Teil als Oxford eigenständig organisiert.
Die Hebron Academy wurde 1804 durch den Diakon William Barrows gegründet. Sie besteht bis heute und ist eine kleine, unabhängige Vorbereitungsschule ab dem Mittelschulbereich. Sie ist Internats- und Tagesschule für Jungen und Mädchen.

### Einwohnerentwicklung
| Volkszählungsergebnisse – Town of Hebron, Maine | Volkszählungsergebnisse – Town of Hebron, Maine | Volkszählungsergebnisse – Town of Hebron, Maine | Volkszählungsergebnisse – Town of Hebron, Maine | Volkszählungsergebnisse – Town of Hebron, Maine | Volkszählungsergebnisse – Town of Hebron, Maine | Volkszählungsergebnisse – Town of Hebron, Maine | Volkszählungsergebnisse – Town of Hebron, Maine | Volkszählungsergebnisse – Town of Hebron, Maine | Volkszählungsergebnisse – Town of Hebron, Maine | Volkszählungsergebnisse – Town of Hebron, Maine |
| Jahr                                            | 1800                                            | 1810                                            | 1820                                            | 1830                                            | 1840                                            | 1850                                            | 1860                                            | 1870                                            | 1880                                            | 1890                                            |
| ----------------------------------------------- | ----------------------------------------------- | ----------------------------------------------- | ----------------------------------------------- | ----------------------------------------------- | ----------------------------------------------- | ----------------------------------------------- | ----------------------------------------------- | ----------------------------------------------- | ----------------------------------------------- | ----------------------------------------------- |
| Einwohner                                       | 981                                             | 1211                                            | 1727                                            | 915                                             | 945                                             | 839                                             | 895                                             | 744                                             | 601                                             | 600                                             |
| Jahr                                            | 1900                                            | 1910                                            | 1920                                            | 1930                                            | 1940                                            | 1950                                            | 1960                                            | 1970                                            | 1980                                            | 1990                                            |
| Einwohner                                       | 494                                             | 603                                             | 652                                             | 791                                             | 678                                             | 829                                             | 465                                             | 532                                             | 665                                             | 878                                             |
| Jahr                                            | 2000                                            | 2010                                            | 2020                                            | 2030                                            | 2040                                            | 2050                                            | 2060                                            | 2070                                            | 2080                                            | 2090                                            |
| Einwohner                                       | 1053                                            | 1416                                            | 1223                                            |                                                 |                                                 |                                                 |                                                 |                                                 |                                                 |                                                 |

## Kultur und Sehenswürdigkeiten

### Bauwerke
In Hebron wurde ein Bauwerk unter Denkmalschutz gestellt und  ins National Register of Historic Places aufgenommen.
- Sturtevant Hall der Hebron Academy, 1977 unter der Register-Nr. 77000079.[11]

## Wirtschaft und Infrastruktur

### Verkehr
Die Maine State Route 124 verläuft in nordsüdlicher Richtung durch den östlichen Teil der Town. Durch den westlichen Teil verläuft ebenfalls in nordsüdlicher Richtung die Maine State Route 119.

### Öffentliche Einrichtungen
In Hebron gibt es kein eigenes Krankenhaus oder medizinische Einrichtung. Die nächstgelegenen Einrichtungen befinden sich in Auburn, South Paris und Norway.
Es gibt in Hebron keine eigene Bücherei. Die nächstgelegenen befinden sich in South Paris und Turner.

### Bildung
Hebron gehört mit Harrison, Norway, Otisfield, Oxford, Paris, South Paris und Waterford zum Oxford Hills School District auch MASD17.
Im Schulbezirk werden folgende Schulen angeboten:
- Waterford Memorial School in Waterford, Schulklassen Pre-Kindergarten bis 2
- Agnes Gray Elementary in West Paris, Schulklassen Pre-Kindergarten bis 6
- Harrison Elementary in Harrison, Schulklassen 3 bis 6
- Hebron Station  in Hebron, Schulklassen Pre-Kindergarten bis 6
- Otisfield Community in Otisfield, Pre-Kindergarten bis 6
- Oxford Elementary in Oxford, Schulklassen Pre-Kindergarten bis 6
- Paris Elementary in Paris, Schulklassen Pre-Kindergarten bis 6
- Guy E. Rowe Elementary in Norway, Schulklassen Pre-Kindergarten bis 6
- Oxford Hills Middle School in South Paris, Schulklassen 7 bis 8
- Oxford Hills Comprehensive High School in South Paris, Schulklassen 9 bis 12

## Persönlichkeiten

### Söhne und Töchter der Stadt
- Albion K. Parris (1788–1857), Anwalt, Politiker und Gouverneur von Maine